# Mitsunori Yoshida
Mitsunori Yoshida (吉田 光範, Yoshida Mitsunori, Kariya, 8 maart 1962) is een Japans voormalig voetballer die als middenvelder speelde.

## Clubcarrière
In 1977 ging Yoshida naar de Kariya Technical High School, waar hij in het schoolteam voetbalde. Nadat hij in 1980 afstudeerde, ging Yoshida spelen voor Yamaha Motors, de voorloper van Júbilo Iwata. Yoshida veroverde er in 1982 de Beker van de keizer. Met deze club werd hij in 1987/88 kampioen van Japan. In 16 jaar speelde hij er 275 competitiewedstrijden en scoorde 35 goals. Yoshida beëindigde zijn spelersloopbaan in 1995.

## Interlandcarrière
Yoshida debuteerde in 1988 in het Japans nationaal elftal en speelde 35 interlands, waarin hij 2 keer scoorde.

## Statistieken
| Japans voetbalelftal | Japans voetbalelftal | Japans voetbalelftal |
| Jaar                 | Wed.                 | Dlp.                 |
| -------------------- | -------------------- | -------------------- |
| 1988                 | 1                    | 0                    |
| 1989                 | 10                   | 1                    |
| 1990                 | 0                    | 0                    |
| 1991                 | 0                    | 0                    |
| 1992                 | 8                    | 0                    |
| 1993                 | 16                   | 1                    |
| Totaal               | 35                   | 2                    |